# Rebellion (Lies)
Pour les articles homonymes, voir Rebellion (homonymie).
Singles de Arcade Fire
Cold Wind Wake Up
Rebellion (Lies)  est une chanson du groupe de rock indépendant canadien Arcade Fire. Il s'agit du quatrième single tiré de Funeral, le premier album du groupe.
Elle a notamment été utilisée comme musique de lancement des meetings de François Bayrou (MoDem) à l'élection présidentielle française de 2012.[réf. souhaitée]